# Битва під Шумськом (1233)
Битва під Шумськом — бій військ князя Данила Романовича проти армії угорців і галицького боярства наприкінці березня 1233 року біля міста Шумськ на річці Велья.
Угорська армія вторглась на Волинь і почала плюндрувати навколишні землі. Полки Данила та Василька Романовичів перехопили угрів під Шумськом, де розгромили угорців, і змусили їх до панічної втечі. В битві проявилися не тільки особиста мужність, але й полководницький талант Василька Романовича, який використав проти угорської кавалерії зімкнутий піхотний стрій і сам бився в першому ряду піших (на Заході таку тактику використали тільки у битві при Крессі)
На полі битви нині стоїть меморіал, споруджений міською громадою ПЦУ.
Перебіг битви описаний в оповіданні Сергія Синюка «Борги і платежі»